# Colorado School of Mines

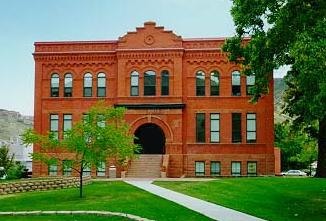
Engineering Hall-Das älteste Gebäude auf dem Campus

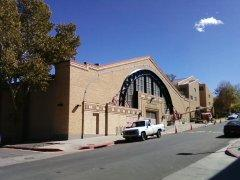
Steinhauser Field House

Die Colorado School of Mines (CSM) ist eine staatliche Technische Universität in Golden/Colorado, etwa 15 km westlich von Denver. An der Universität sind 6000 Studenten eingeschrieben. Die Universität ist spezialisiert auf Ingenieurwesen und angewandte Wissenschaften.

## Geschichte
Golden, früher auch Golden City genannt, wurde 1859 gegründet und diente als Versorgungsstation für den Bergbau in der Gegend. 1866 erreichte Bischof George M. Randall die Stadt und sah die Notwendigkeit für höhere Bildungseinrichtungen. Er begann mit Planungen für eine Universität, die eine Fakultät für Bergbau enthalten sollte. Die Universität wurde 1873–1874  als School of Mines von der Episkopalkirche gegründet und im Jahr 1876 nach Gründung des Staates Colorado zu einer staatlichen Universität. 1889 erhielt der erste internationale Student seinen Abschluss und 1898 graduierte die erste Frau.

## Sport
Die Sportmannschaften der CSM heißen Orediggers. Besonders die  Mountainbikemannschaft ist für ihre Erfolge bekannt.

## Persönlichkeiten

### Dozenten
- Roderick G. Eggert, Komiteevorsitzender beim Nationalen Forschungsrat der USA
- Martin Herrenknecht, Gastprofessur 2002
- Joseph D. Sneed, Physiker

### Absolventen
- Tesho Akindele 2013, kanadischer Fußballspieler
- William Robert Casey 1969, Bergbauingenieur und Diplomat
- Shane Carwin, Mixed-Martial-Arts-Kämpfer
- Earl Clark 1930, American-Football-Spieler und -Trainer
- Antônio Ermírio de Moraes 1949, brasilianischer Unternehmer
- Derrick Jensen, US-amerikanischer Autor und Umweltaktivist
- Michelle Roark, Freestyle-Skierin
- Roger Rueff 1978, Schriftsteller
- George Saunders 1981, Schriftsteller